# Putnowice Górne
Putnowice Górne – wieś w Polsce położona w województwie lubelskim, w powiecie hrubieszowskim, w gminie Uchanie.
W latach 1975–1998 miejscowość administracyjnie należała do województwa zamojskiego.
Wieś stanowi sołectwo gminy Uchanie. Według Narodowego Spisu Powszechnego z roku 2011 wieś liczyła 78 mieszkańców i była dwudziestą co do liczby ludności miejscowością gminy.
Wierni Kościoła rzymskokatolickiego należą do parafii Wniebowzięcia Najświętszej Maryi Panny w Uchaniach lub do parafii św. Barbary w Turowcu.

## Historia
Według Słownika geograficznego Królestwa Polskiego z roku 1888 Putnowice to wieś w powiecie hrubieszowskim, gminie Jarosławice, parafii Uchanie, posiada cerkiew pounicką, dawniej filialną parafii Busno. 
W 1827 r. było tu 9 domów zamieszkałych przez 43 mieszkańców podległych parafii Hrubieszów. Wieś  ta wraz z młynem Busieniec wchodziła już na początku XVII wieku w skład starostwa hrubieszowskiego (Patrz t.III, s.184).